# Copa Wembley
La Copa Wembley o Wembley Cup es un torneo invitacional de fútbol que tienen lugar el 24 de julio de 2009 y 26 de julio de 2009 en el Estadio de Wembley, Inglaterra. Cada equipo disputa dos partidos, con tres puntos concedidos por victoria y un punto por empate. En el caso de que el torneo terminara con dos o más equipos igualados en puntos, entonces el equipo con mayor cantidad de goles será el ganador.
F. C. Barcelona, Tottenham Hotspur, Celtic Football Club y Al-Ahly son los equipos que compiten en un formato que consta de cuatro juegos.

## Día 1
| 24 de julio de 2009, 17:15 BST | Celtic                                                   | 5 - 0 | Al-Ahly | Estadio Wembley, Inglaterra, |  |
|                                | Donati 31' McDonald 39(pen)', 58' Maloney 49' Killen 82' |       |         |                              |  |

| 24 de julio de 2009, 20:00 BST | F. C. Barcelona | 1 - 1 | Tottenham Hotspur | Estadio Wembley, Inglaterra, |  |
|                                | Bojan Krkić 32' |       | Livermore 83'     |                              |  |

## Día 2
| 26 de julio de 2009, 13:15 BST | Al-Ahly      | 1 - 4 | F. C. Barcelona                                 | Estadio Wembley, Inglaterra,                          |                                                       |
|                                | El-Agazy 30' |       | Bojan 15' · Rueda 40' · Jeffren 55' · Pedro 66' | Asistencia: 31,000 espectadores Árbitro(s): Chris Foy | Asistencia: 31,000 espectadores Árbitro(s): Chris Foy |

| 26 de julio de 2009, 16:00 BST | Celtic                  | 2-0 | Tottenham Hotspur | Estadio Wembley, Inglaterra, |  |
|                                | Killen 9' · Samaras 40' |     |                   |                              |  |

## Clasificación
| P | Equipo            | G | E | P | GF | GC | GD | Pts |
| - | ----------------- | - | - | - | -- | -- | -- | --- |
| 1 | Celtic            | 2 | 0 | 0 | 7  | 0  | +7 | 6   |
| 2 | F. C. Barcelona   | 1 | 1 | 0 | 5  | 2  | +3 | 4   |
| 3 | Tottenham Hotspur | 0 | 1 | 1 | 1  | 3  | -2 | 1   |
| 4 | Al-Ahly           | 0 | 0 | 2 | 1  | 9  | -8 | 0   |